# Colleen (nome)
Colleen  è un nome proprio di persona inglese femminile.

## Varianti
- Femminili: Coleen[1], Colene[1], Collyn[1], Kolleen[1]

## Origine e diffusione
Deriva dal termine irlandese cailín, che vuol dire "ragazza", essendo un diminutivo di caile, "donna"; è quindi analogo per semantica ai nomi Cora, Corinna, Talitha, Morwenna, e Zita.
Il nome è molto raro in Irlanda, dove rimane generalmente solo un sostantivo; è attestato negli Stati Uniti e in altri paesi anglofoni dall'inizio del XX secolo, dove in alcuni casi potrebbe essere trattato come una forma femminile di Colin

## Onomastico
Il nome è adespota, cioè non è portato da alcuna santa, quindi l'onomastico si festeggia il 1º novembre, giorno di Ognissanti.

## Persone
- Colleen, musicista francese

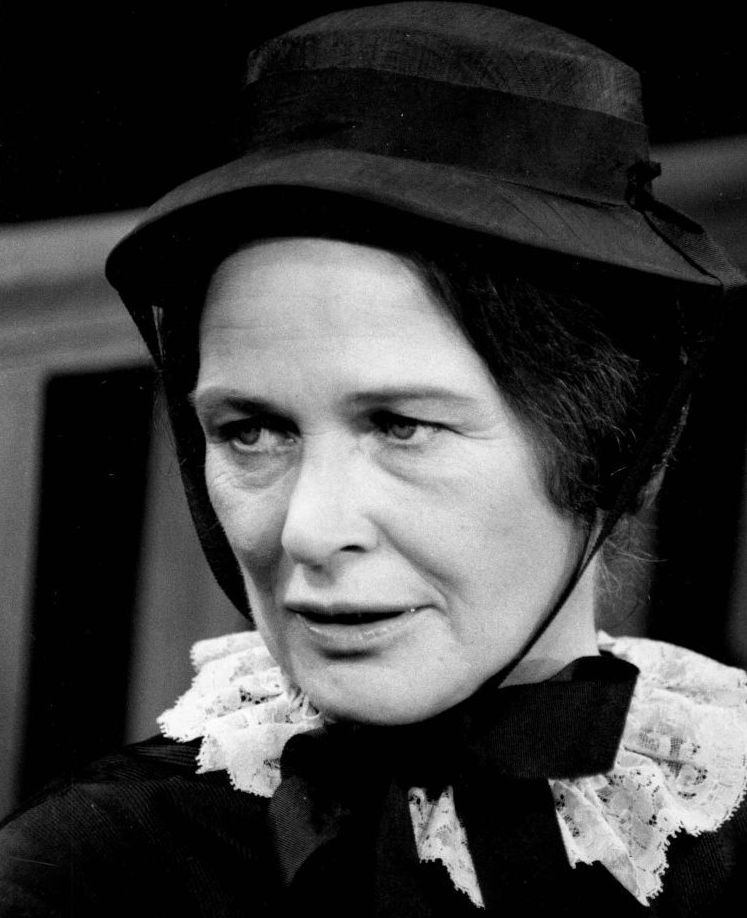
Colleen Dewhurst

- Colleen Atwood, costumista statunitense
- Colleen Ballinger, comica, attrice e cantante statunitense
- Colleen Camp, attrice e produttrice cinematografica statunitense
- Colleen Clinkenbeard, doppiatrice statunitense
- Colleen Dewhurst, attrice canadese
- Colleen Doran, disegnatrice, fumettista e scrittrice statunitense
- Colleen Hanabusa, politica statunitense
- Colleen Hoover, scrittrice statunitense
- Colleen McCullough, scrittrice e neurologa australiana
- Colleen Moore, attrice e cantante statunitense

### Variante Coleen
- Coleen Gray, attrice statunitense
- Coleen Rooney, personaggio televisivo inglese

## Il nome nelle arti
- Coleen Carlton è un personaggio della soap opera Febbre d'amore.
- Colleen Pickett è un personaggio della serie televisiva Lost.
- Colleen Wing è un personaggio dei fumetti Marvel Comics.